# Seznam poljskih pesnikov
Seznam poljskih pesnikov in pesnic.

## A
Adam Asnyk -

## B
Krzysztof Kamil Baczyński - Stanisław Baliński - Marcin Baran -
Stanisław Barańczak -
Ryszard Wincenty Berwiński -
Miron Białoszewski - Miłosz Biedrzycki (r. 1967, Koper) - August Bielowski - Wojcech Bogusławski (spevoigre) - Tadeusz Borowski - Tadeusz Boy-Żeleński - Andrzej Braun - Kazimierz Brodziński - Władysław Broniewski -
Jan Brzechwa - Jan Brze̜kowski - Ernest Bryll

## C
Józef Czechowicz - Piotr Czerniawski - Wanda Czubernatowa

## D
Jacek Dehnel - Stanisław Ryszard Dobrowolski - Elżbieta Drużbacka - Olgerd Dziechciarz

## E
Leszek Engelking

## F
Jerzy Ficowski -
Ignacy Fik -
Kornel Filipowicz - Darek Foks? -
Aleksander Fredro

## G
Tadeusz Gajcy -
Konstanty Ildefons Gałczyński - Wiktor Gomulicki -
Seweryn Goszczyński -
Stanisław Grochowiak - Mariusz Grzebalski - Jacek Gutorow

## H
Jerzy Harasymowicz -
Julia Hartwig -
Zbigniew Herbert - Klementyna Hoffmanowa - Tomasz Hrynacz - Paweł Huelle

## I
Kazimiera Iłłakowiczówna (1892-1983) - Tadeusz Isakowicz-Zaleski - Jarosław Iwaszkiewicz

## J
Klemens Janicki - Jerzy Jarniewicz -
Bruno Jasieński -
Mieczysław Jastrun - Krzysztof Jaworski - Roma Jegor - Jerzy Jurandot (r. Jerzy Glejgewicht)

## K
Szymon Kantorski - Krzysztof Karasek - Franciszek Karpiński - Tymoteusz Karpowicz - Jan Kasprowicz - Julian Kawalec - Marzanna Bogumiła Kielar -
Jan Kochanowski - Wespazjan Kochowski - Feliks Konarski ("Ref-Ren") - Halina Konopacka - Maria Konopnicka - Wacław Korabiewicz - Apollo Korzeniowski - Marzena Ewa Krajewska -
Ignacy Krasicki -
Zygmunt Krasiński -
Ryszard Krynicki - Tadeusz Kubiak - Aleksander Tytus Kulisiewicz - Jalu Kurek -
Ewa Kuryluk - Grzegorz Kwiatkowski

## L
Antoni Lange - Małgorzata Lebda - Stanisław Jerzy Lec -
Jan Lechoń -
Teofil Lenartowicz -
Bolesław Leśmian -
Ewa Lipska - Józef Łobodowski

## M
Bronisław Maj - Karol Maliszewski -
Maciej Melecki - Tadeusz Miciński -
Adam Mickiewicz -
Czesław Miłosz - Stanisław Młodożeniec -
Jan Andrzej Morsztyn

## N
Daniel Naborowski - Julian Ursyn Niemcewicz -
Cyprian Kamil Norwid - Bronka Nowicka

## O
Artur Oppman - Władysław Orkan - Bronisława Ostrowska

## P
Maria Pawlikowska-Jasnorzewska -
Tadeusz Peiper - Jacek Podsiadło - Joanna Pollakówna - Wacław Potocki - Bolesław Prus -
Kazimierz Przerwa-Tetmajer -
Julian Przyboś

## R
Mikołaj Rej -
Krystyna Rodowska -
Tadeusz Różewicz - Tomasz Różycki - Lucjan Rydel -
Jarosław Marek Rymkiewicz

## S
Maciej Kazimierz Sarbiewski - Pawel Sarna - Marcin Sendecki - Leszek Józef Serafinowicz -
Mikołaj Sęp Szarzyński - Tadeusz Sławek - Antoni Słonimski -
Juliusz Słowacki - Andrzej Sosnowski - Edward Stachura -
Leopold Staff -
Stanisław Ryszard Stande -
Anatol Stern - Zdzisław Stroiński - Nora Szczepańska - Włodzimierz Sznarbachowski - Janusz Szpotański - Mirka (Mirosława) Szychowiak -
Wisława Szymborska

## Ś
Marcin Świetlicki - Anna Świrszczyńska

## T
Paweł Targiel - Eugeniusz Tkaczyszyn-Dycki - Stanislaw Trzebecki - Andrzej Trzebiński - Julian Tuwim -
Jan Twardowski

## U
Kornel Ujejski

## W
Aleksander Wat - Adam Ważyk - Józef Weyssenhoff - Adam Wiedemann - Kazimierz Wierzyński - Józef Wittlin - Andrzej Włast-Willy - Adam Włodek - Konrad Wojtyła - Wiktor Woroszylski -  Grzegorz Wróblewski -
Stanisław Wyspiański

## Z
Bohdan Zadura -
Adam Zagajewski - Wacław Michał Zaleski - Kazimiera Zawistowska - Krzystof Zawisza - Emil Zegadłowicz

## Ž
Narcyza Żmichowska